# Antonin Magne
Antonin Magne (Ytrac, Alvèrnia, 15 de febrer de 1904 - Arcachon, 8 de setembre de 1983) fou un ciclista francès, guanyador dues vegades del Tour de França i una del Campionat del Món de Ciclisme.
Va debutar al Tour de França el 1927 en companyia d'André Leducq. El 1931 va guanyar el seu primer Tour, malgrat les caigudes que patí i els atacs incessants de l'italià Pesanti i del belga Demuysère que el van deixar esgotat. Fins al punt que no va prendre la sortida a l'edició de l'any següent. El 1934 tornar a guanyar, demostrant la seva gran classe. Va ser el primer vencedor d'una etapa contra-rellotge individual al Tour.
El 1936 va guanyar el Campionat del Món de ciclisme i fou segon al Tour de França.
Corredor seriós metòdic i discret va ser estimat pel públic.
En acabar la seva carrera professional exercirà de director esportiu de Louison Bobet i més tard de Raymond Poulidor sempre a l'equip Mercier.
Va viure una part de la seva vida a Livry-Gargan, a Sena Saint-Denis. El 2004, centenari del seu naixement, el Tour de França l'homenatjà fent una etapa a la ciutat.

## Palmarès
- 1923
  - 1r al Circuit dels Monts de Roannais
- 1926
  - 1r a la París-Sant Quentin
- 1927
  - 1r a la París-Limoges
  - 1r al Gran Premi Wolber, formant part de l'equip Alleluia
  - Vencedor d'una etapa al Tour de França
- 1928
  - 1r a Yverdon
  - Vencedor de dues etapes al Tour de França
- 1929
  - 1r a la París-Limoges
  - 1r al Circuit de les Viles d'Aigua d'Auvergne
  - 1r a Saignes
  - 1r al G.P.del Textil a Charlieu
- 1930
  - 1r a la París-Vichy
  - 1r a Beziers
  - Vencedor de dues etapes a la Volta a Euskadi
  - Vencedor d'una etapa al Tour de França
- 1931
  - 1r del Tour de França i vencedor d'una etapa
- 1932
  - 1r del Circuit dels Pirineus Orientals
  - 1r a Villeneuve-sur-Lot
- 1933
  - 1r a Villeneuve-sur-Lot
  - 1r a Niça
  -  Medalla de plata al Campionat del Món de ciclisme
- 1934
  - 1r del Tour de França i vencedor de dues etapes
  - 1r del Gran Premi de les Nacions
  - 1r a Malo-les Bains
  - 1r a Pau
- 1935
  - 1r del Gran Premi de les Nacions
  - 1r a Cannes
- 1936:
  -  Campió del Món de ciclisme
  - 1r del Gran Premi de les Nacions
  - Vencedor d'una etapa al Tour de França
- 1937
  - 1r del Critèrium d'Europa a Tolosa.
- 1938
  - 1r a Saint-Jean-d'Angély
  - Vencedor de dues etapes al Tour de França
- 1939
  - 1r del Gran Premi d'Europa a les Teuleries
  - 1r del Circunt Grand-Combain

## Resultats al Tour de França
- 1927. 6è a la classificació general i vencedor d'una etapa
- 1928. 6è a la classificació general i vencedor de dues etapes
- 1929. 7è a la classificació general
- 1930. 3r a la classificació general i vencedor d'una etapa
- 1931. 1r a la classificació general i vencedor d'una etapa
- 1933. 8è a la classificació general
- 1934. 1r a la classificació general i vencedor de dues etapes
- 1935. Abandona (7a etapa)
- 1936. 2n a la classificació general i vencedor d'una etapa
- 1938. 8è a la classificació general i vencedor de dues etapes

## Resultats al Giro d'Itàlia
- 1931. 29è a la classificació general
- 1932. 34è a la classificació general